# Patrick Labyorteaux
Patrick Labyorteaux (Los Ángeles, California, 22 de julio de 1965) es un actor estadounidense. Conocido por su participación en la serie de NBC La Casa de la Pradera como Andrew “Andy” Garvey de 1977 a 1981, y en la serie JAG de la CBS como  Bud Roberts de 1995 a 2005.
Uno de sus papeles más famosos fue en la comedia Escuela de Verano en 1987 como el futbolista Kevin Winchester. También apareció en el filme Escuela de jóvenes asesinos como el atleta Ram Sweeney. Ha trabajado como actor de voz en Spider-Man y otros.
Es hijo de Frances Labyorteaux y hermano del actor Matthew Labyorteaux y de la actriz Jane Labyorteaux. Se casó con la actriz Tina Albanese y ambos tienen un hijo llamado Jeau Bennett Labyorteaux (nacido el 11 de julio de 2001). 
Algunas de las series en las que ha participado como artista invitado son Starsky y Hutch, 21 Jump Street, Living Single y Yes, Dear.

## Filmografía
- 2012: Ice Age (2011)
- Redemption of the Ghost (2003)
- Hollywood Palms (2001)
- National Lampoon's Last Resort (1994)
- Ghoulies III: Ghoulies Go to College (1993)
- 3 Ninjas (1992)
- Ski School (1991)
- Escuela de jóvenes asesinos  (1989)
- Summer School (1987)
- Little House on the Prairie (1977-1981)
- Mame (1974)